# Ctenogobiops maculosus
Ctenogobiops maculosus é uma espécie de peixe da família Gobiidae e da ordem Perciformes.

## Morfologia
- Os machos podem atingir 4,4 cm de comprimento total.[3]

## Habitat
É um peixe marítimo, de clima tropical (22 °C-28 °C) e associado aos recifes de coral que vive entre 1–5 m de profundidade.

## Distribuição geográfica
É encontrado no Mar Vermelho e nas Seychelles e Papua-Nova Guiné.

## Observações
É inofensivo para os humanos.